# Laguna Otún
Laguna Otún är en sjö i Colombia.   Den ligger i departementet Risaralda, i den centrala delen av landet, 150 km väster om huvudstaden Bogotá. Laguna Otún ligger 4 248 meter över havet. Arean är 1,5 kvadratkilometer. Trakten runt Laguna Otún består i huvudsak av gräsmarker.